# Göyçay (raion)
Pour la ville, voir Göyçay.
Göyçay est un raïon d'Azerbaïdjan, l'une des 78 subdivisions du pays. Sa capitale se nomme Göyçay. La région est célèbre pour son industrie de la culture de grenade, et pour son festival de grenade.

## Histoire
La région a été établie comme une unité administrative de la RSS d'Azerbaïdjan le 8 août 1930. Le nom de la région a été pris de la rivière Göyçay qui signifie « rivière bleue » (Göy çay) en azeri en raison de la nature très propre. En raison d'un tremblement de terre de 1859 à Chamakhi, beaucoup de ses habitants se sont déplacés vers l'ouest pour établir un village de Goytchay,.

## Géographie
La région de Göyçay est située dans la vallée de Chirvan, sur les traces[Quoi ?] de la chaîne de montagnes du Grand Caucase. Il s'étend sur environ 25 km du nord au sud et 40 km d'est en ouest, totalisant 726 km2 au total. La capitale du district de Goytchay se situe sur le 216e km de l'autoroute Bakou-Gazakh et à 18 km de la gare d'Ujar. Il borde la région d'Ismayilli au nord-est, Kurdamir au sud-est, Ujar au sud et Agdach à l'ouest. Géographiquement, la région est divisée en terrain montagneux et en plaine. La chaîne de montagne Bozdag Garamaryam constitue la partie montagneuse. La distance entre la région de Göyçay et la capitale Bakou est de 226 km. La région se compose d'une ville et de 55 villages.

## Économie
Göyçay est également célèbre pour son industrie viticole qui a commencé à croître rapidement dans les années 1970. Dans les années 1970 et 1980, usine de raffinage de grenade, usine de coton, usine de production de lait, usine de fabrication de pain, usines de raffinerie de produits de raisin ont été construits. Le secteur économique de la région est l'agriculture. Ce secteur est basé sur la culture des céréales, l'élevage, l'élevage des vers à soie, la culture du raisin et des fruits,. 

## Démographie
La population de la région de Göyçay est de 111 400  jusqu'au 1er janvier 2011. La densité moyenne de la population dans la ville est de 145 personnes par kilomètre carré. Environ 32,89 % de la population vit dans la ville de Göyçay, 67,11 % vivent dans les villages. Göyçay abrite de nombreuses nationalités. La composition ethnique est la suivante:  
| Population          |        |
| Azéris              | 99 086 |
| Russes              | 189    |
| Lezgis              | 1 054  |
| Ukrainiens          | 58     |
| Turcs               | 36     |
| Tatars              | 28     |
| Juifs               | 22     |
| Kurdes              | 6      |
| Arméniens           | 3      |
| Géorgiens           | 2      |
| Avars               | 2      |
| Autres nationalités | 25     |

## Villes
La région se compose d'une ville et de 55 villages. Les villages les plus peuplés sont Bigir, Laktchilpag, Tchaxirli et Indja. 

## Personnalités liées
- Rassoul Rza (1910-1981)
- Anvar Mammadkhanlhy (1913-1991)
- Mammad Gouliyev (1936-2001)
- Vladimir Pletnyov(1946-1988)
- Agagourban Aliyev(1911-1997)
- Nusrat Khalilov (1925 - 2012)
- Abdulhamid Khalilov (1911-1990)
- Aleksandr Grigoriyevitch Toumanov (1912-1984)
- Sabir Aliyev
- Rafiq Azizov
- Farhad Husseinov
- Kamal Soltanov
- Bakhtiyar Yagoubov (1941-2015)
- Naila Seyfullayeva
- İzmail Kaurbekovitch Khouzmiyev
- Raouf Husseynov
- Abdulbagi Khalilov
- Hummat Husseinov
- Elmira Zamanova (1939-2010)
- Mammadali Charifli (1909-1969)
- Oqtay Afandiyev (1926-2011)
- İnqilab Karimov (1931-2011)
- Arif Mammadov(1927 - 1985)
- Nadir Abdoullayev
- Zemfira Chahbazova
- Chovqi Goytchayli
- Madjid Hadjiyev
- Elkhan Suleymanov
- İrchad Karimov
- Raqib Gouliyev
- Hadjaga Rustambayov
- Rahimbay Agabayzada
- Movsum Abdoullayev (1935 - 2015)
- Arif Karimov (1940-1997)
- Sourkhay Mirhadiyev
- Elkhan Karimov (1938-2017)
- Anvar Chikhaliyev
- Iskandar Iskandarov
- Ramiz Aliyev
- Samid Salehov
- Tchimnaz Salmanova
- Nariman Zeynalov (1933-1989)
- Nasraddin Bachirov
- Hazrat bey Agabeyov
- Hadji Ramiz Cafarov
- Emin Mahmoudov (1925-2009)
- Ali Karim (1931-1969)
- Iskandar Djochgoun (1931-1996) [8]
- Ali Samadli (1935-2005)
- İbrahim Goytchayli (1936-2007)
- Mahammad Sadig bey Agabeyzade (1865-1944)
- Ajdar Xaspoladov (1901-1986)
- Ogtay Magsoudov
- Əlissahib Orucov
- Seyfoulla Akbarov (1914-1995)
- Şafahat İmranov
- Arziman Aliyev
- Chahin Soultanov
- Youri Kovalyov (1965-1991)
- Mirza Kerimovitch Mikhailov (Mirza Khazar) (1947-2011)
- Farhad Ahmedov
- Telman İsmayılov
- Feyruz İsayev
- Rafael Babayev
- Galib Mahmoudov
- Qudrat Hadjiyev
- Abdoul Gahramanzada
- Anar Madjidzada
- Ilham Umudov

## Galerie

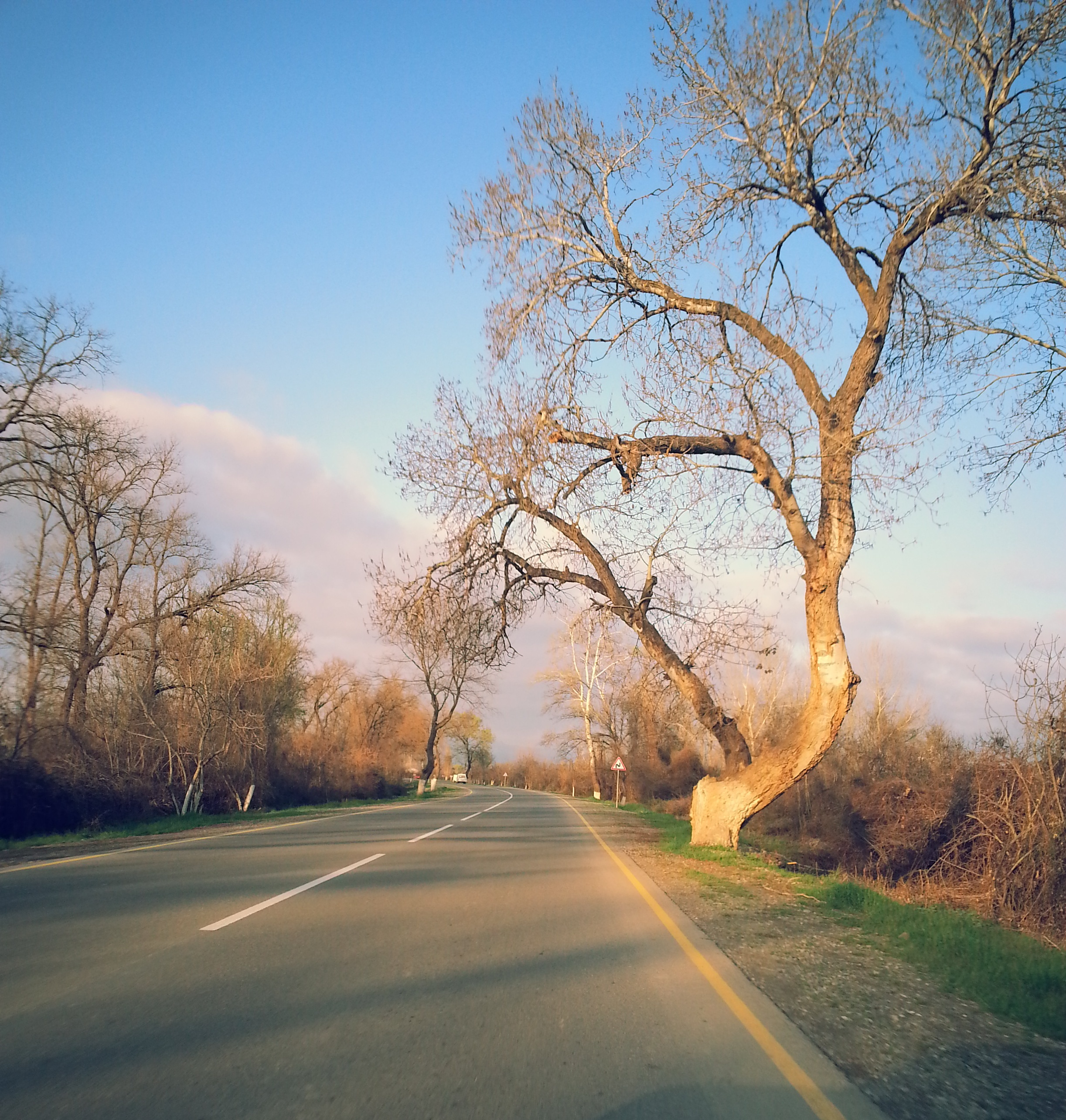
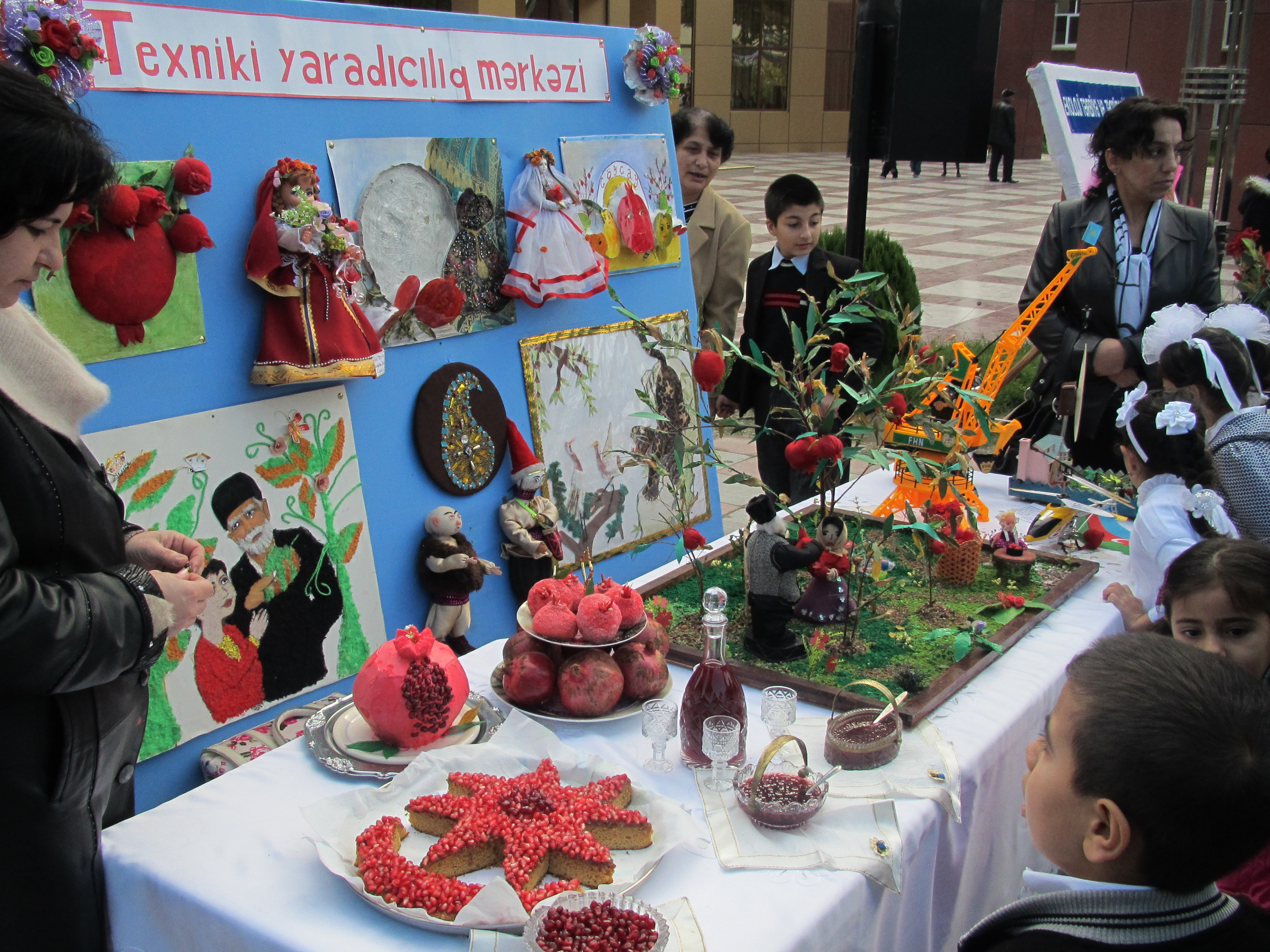
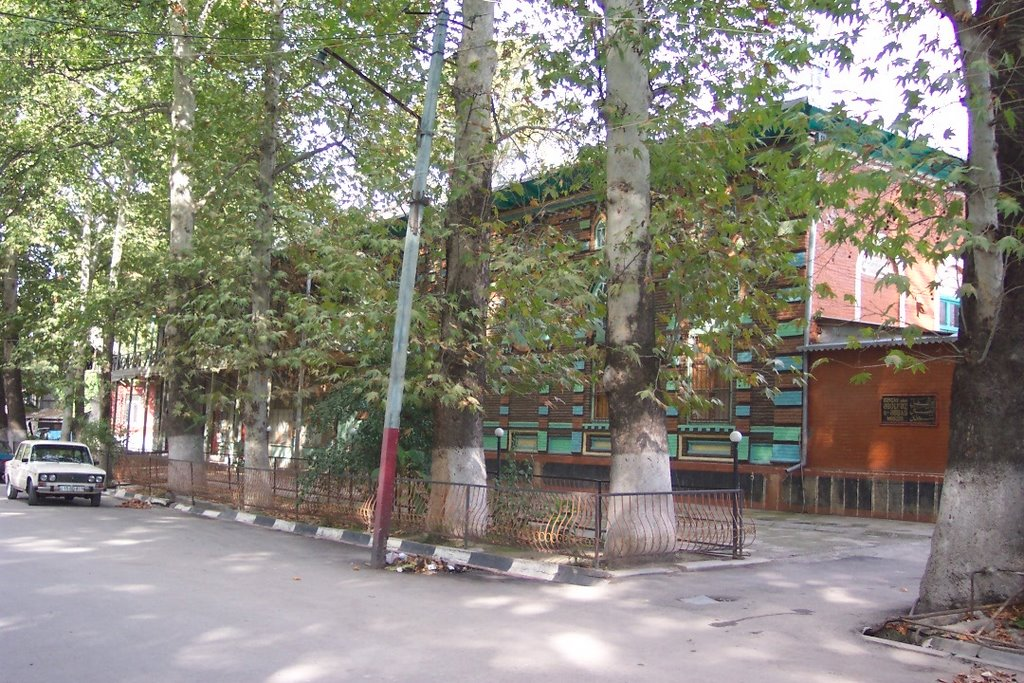